# Herman Grimm
Pour les articles homonymes, voir Grimm.
Herman Friedrich Grimm (né le 6 janvier 1828 à Cassel et mort le 16 juin 1901 à Berlin) est un historien de l'art et publiciste prussien.

## Biographie
Herman Grimm est le fils de Wilhelm Grimm et de sa femme Dorothea, née Wild. Il est l'élève de l'historien Leopold von Ranke. Grimm vit à Berlin depuis 1841. Il appartient au cercle d'amis de l'amie de Goethe, Bettina von Arnim, dont il épouse la fille et celle d'Achim von Arnim, Gisela, le 25 octobre 1859.
Après ses études juridiques et philologiques, qu'il commence en 1847, il obtient enfin son doctorat à Leipzig en 1868 puis l'habilitation à Berlin en 1870. En 1873, il est nommé professeur d'histoire de l'art contemporain à l'Université de Berlin, où il enseigne jusqu'à sa mort. Son successeur est Heinrich Wölfflin. Il est également l'un des cofondateurs de la Société Goethe et est l'un des éditeurs de l'édition de Weimar des œuvres de Goethe. En 1867, Grimm rencontre le critique littéraire et historien Julian Schmidt (1818–1886), qui a passé en revue le roman de Grimm Unüberwindliche Mächte. Une amitié intense se développe entre les couples Schmidt et Grimm, qui est également encouragée par le voisinage direct à Berlin.
Herman Grimm décède en 1901 des suites d'une longue maladie à l'âge de 73 ans à Berlin. Il est enterré dans l'ancien cimetière Saint-Matthieu à Schöneberg. Il y repose à côté des tombes honorifiques de Wilhelm et Jacob Grimm.

## Récompenses
- En 1884, il reçoit le titre de "Conseiller privé".
- En 1891, il reçoit l'Ordre bavarois Maximilien pour la science et l'art.
- En 1896, il devient membre de la classe de la paix de l'Ordre Pour le Mérite.
- En 1896, il est élu à l'Académie américaine des arts et des sciences.

## Succession
La succession scientifique et privée d'Herman Grimm (1828-1901) ainsi que les successions partielles des frères Jacob et Wilhelm Grimm et d'autres membres de la famille sont conservées dans les Archives d'État de Hesse à Marbourg (stock 340 Grimm). Il a un volume d'environ 30 en cours d'exécution mètres et couvre les années de 1698 à 1949. L'inventaire est entièrement indexé et peut être recherché en ligne via Arcinsys Hessen.

## Publications (sélection)
- Leben und Werk Raffaels. Éditions Phaidon, Essen, 1997,  (ISBN 3-88851-209-3) (früherer Titel „Das Leben Raphael's“).
- Novellen. Berlin 1856 (Nachdruck Verlag Zbinden 1966).
- als Hrsg.: Über Künstler und Kunstwerke. 2 Jahrgänge, Dümmler, Berlin, 1865–1867.
- Leben Michelangelos. 3 Bde. Carl Rümpler, Hannover 1868.
- Homers Ilias. 2 Bde. Hertz, Berlin 1890/95.
- Albrecht Dürer. Lüderitz, Berlin 1866.
- Aufsätze zur Literatur. Bertelsmann, Gütersloh 1915.
- Aufsätze zur Kunst. Bertelsmann, Gütersloh 1915.
- Deutsche Künstler. Sieben Essais. Kröner, Stuttgart 1942 (= Kröners Taschenausgabe, 184).
- Neue Essays über Kunst und Literatur. Dümmler, Berlin 1865.
- als Hrsg.: Deutsche Sagen (de) (von Jacob und Wilhelm Grimm, zwei Bände: 1816, 1818) 3. Aufl. 1891.
- Goethes Freundschaftsbund mit Schiller. Vorlesungen (Reclams Universalbibliothek 7174). Reclam, Leipzig 1949 (Nachdr. d. Ausg. Leipzig 1932).
- Achim von Arnim und die ihm nahe standen. Lang, Bern 1970 (Repr. d. Ausg. Stuttgart 1904).
- Vom Geist der Deutschen. Gedanken. Ein Brevier. Herbig, Berlin 1940.
- Goethe. Vorlesungen gehalten an der Kgl. Universität zu Berlin. 2 Bände. Cotta, Stuttgart 1923.
- Die Akademie der Künste und das Verhältniß der Künstler zum Staate. Hertz, Berlin 1859.
- Goethe in Italien. Vorlesung, gehalten zum Besten des Goethedenkmals in Berlin. Hertz, Berlin 1859.
- Die Cartons von Peter von Cornelius in den Sälen der Königl. Akademie der Künste zu Berlin. Hertz, Berlin 1859.
- Unüberwindliche Mächte. Roman. 3 Bände. Hertz, Berlin 1867.
- (Hrsg.) Briefwechsel zwischen Jacob und Wilhelm Grimm aus der Jugendzeit. Böhlau, Weimar 1881.
- Zehn Ausgewählte Essays zur Einführung in das Studium der neueren Kunst. Dümmler, Berlin 1883 (als Digitalisat über die Universität Heidelberg verfügbar).
- Michelangelo. Sein Leben in Geschichte und Kultur seiner Zeit, der Blütezeit der Kunst in Florenz und Rom. Stuttgart 1907 (Reprint Safari-Verlag, Berlin 1967).
- Das Kind. In: Deutscher Novellenschatz. Hrsg. von Paul Heyse und Hermann Kurz. Bd. 6. 2. Aufl. Berlin, [1910], S. 275–356. In: Weitin, Thomas (Hrsg.): Volldigitalisiertes Korpus. Der Deutsche Novellenschatz. Darmstadt/Konstanz, 2016. (Digitalisat und Volltext im Deutschen Textarchiv)
- Das Jahrhundert Goethes. Erinnerungen und Betrachtungen zur deutschen Geistesgeschichte des neunzehnten Jahrhunderts. Kröner, Stuttgart 1948 (= Kröners Taschenausgabe, 193).

## Lettres
- Im Namen Goethes. Der Briefwechsel Marianne von Willemer und Herman Grimm. Hrsg. und eingeleitet von Hans Joachim Mey. Insel Verlag, Frankfurt/M. 1988.
- Frederick W. Holls (Hrsg.): Correspondence between Ralph Waldo Emerson and Herman Grimm. Kennikat Press, London 1971 (= Literary America in the 19th Century).
- Briefwechsel der Brüder Grimm mit Herman Grimm (einschließlich des Briefwechsels zwischen Herman Grimm und Dorothea Grimm, geb. Wild). Hrsg. von Holger Ehrhardt, Kassel/Berlin 1998 (= Werke und Briefwechsel der Brüder Grimm. Kasseler Ausgabe. Abt. Briefe, Band 1),  (ISBN 3-929633-63-9).
- Briefwechsel Robert und Clara Schumanns mit Korrespondenten in Berlin 1832 bis 1883. Hrsg. von Klaus Martin Kopitz, Eva Katharina Klein und Thomas Synofzik (= Schumann-Briefedition, Serie II, Band 17), Dohr, Köln 2015,  (ISBN 978-3-86846-028-5), S. 53–86.